# Orientierungslauf-Europameisterschaften 1964
Die 2. Orientierungslauf-Europameisterschaften fand am 26. September und am 27. September 1964 in der Gegend um Le Brassus im Schweizer Kanton Waadt statt.
Es nahmen 62 Männer und 32 Frauen an den Einzelwettkämpfen teil. Bei den Staffelläufen, die im Gegensatz zur Europameisterschafts-Premiere vor zwei Jahren in Norwegen noch nicht zum offiziellen Wettkampfprogramm gehörten, kamen sowohl bei den Frauen als auch bei den Männern acht Staffeln ins Ziel.

## Herren

### Einzel
| Platz | Land | Athlet           | Zeit      |
| ----- | ---- | ---------------- | --------- |
| 1     | FIN  | Erkki Kohvakka   | 1:42:09 h |
| 2     | SUI  | Alex Schwager    | 1:44:04 h |
| 3     | FIN  | Aimo Tepsell     | 1:46:33 h |
| 4     | SWE  | Pontus Carlsson  | 1:47:08 h |
| 5     | NOR  | Stig Berge       | 1:47:42 h |
| 6     | SWE  | Bertil Norman    | 1:49:21 h |
| 7     | SWE  | Sven-Olof Åsberg | 1:50:31 h |
| 8     | SWE  | Sven Gustavsson  | 1:53:26 h |

Einzel:

Titelverteidiger:  Magne Lystad

Länge: 15,0 km

Posten: 15

### Staffel
| Platz | Land | Athleten                                                       | Zeit      |
| ----- | ---- | -------------------------------------------------------------- | --------- |
| 1     | FIN  | Juhani Salmenkylä Rolf Koskinen Aimo Tepsell Erkki Kohvakka    | 3:50:42 h |
| 2     | NOR  | Ola Skarholt Per Kristiansen Magne Lystad Stig Berge           | 3:58:44 h |
| 3     | SWE  | Sven-Olof Åsberg Sven Gustavsson Bertil Norman Pontus Carlsson | 4:08:51 h |
| 4     | SUI  | Willi Bührer Andrin Urech Peter Sonderegger Alex Schwager      | 4:15:20 h |
| 5     | GDR  | Helmut Conrad Lothar Dietze Harald Grosse Rolf Heinemann       | 4:35:52 h |
| 6     | DEN  | Lars Jeppesen Jørn Esbensen Erik Brühl Palle Bay               | 4:36:09 h |
| 7     | TCH  |                                                                | 5:21:54 h |
| 8     | HUN  |                                                                | 5:27:27 h |

Staffel:
Die Staffeln der BR Deutschland und Bulgariens wurden disqualifiziert.

## Damen

### Einzel
| Platz | Land | Athletin           | Zeit      |
| ----- | ---- | ------------------ | --------- |
| 1     | SUI  | Margrit Thommen    | 1:07:59 h |
| 2     | SWE  | Ann-Marie Wallsten | 1:11:55 h |
| 3     | SWE  | Ulla Lindkvist     | 1:13:11 h |
| 4     | SWE  | Eivor Steen-Olsson | 1:15:51 h |
| 5     | HUN  | Sarolta Monspart   | 1:15:51 h |
| 6     | FIN  | Tuula Hovi         | 1:16:58 h |
| 7     | NOR  | Marit Økern        | 1:18:50 h |
| 8     | TCH  | Ludmila Kumbárová  | 1:20:54 h |

Einzel:

Titelverteidigerin:  Ulla Lindkvist

Länge: 8,1 km

Posten: 10

### Staffel
| Platz | Land | Athletinnen                                          | Zeit      |
| ----- | ---- | ---------------------------------------------------- | --------- |
| 1     | SWE  | Ann-Marie Wallsten Eivor Steen-Olsson Ulla Lindkvist | 3:12:43 h |
| 2     | SUI  | Käthi von Salis Marlies Saxer Margrit Thommen        | 3:53:23 h |
| 3     | DEN  | Ellen Berg Bodil Jakobsen Karin Agesen               | 4:03:30 h |
| 4     | NOR  | Agnes Krogstad Marie Tjomasland Marit Økern          | 4:03:44 h |
| 5     | FIN  | Tuula Hovi Marianne Uusikumpu Irja Niemelä           | 4:06:28 h |
| 6     | TCH  | Ludmila Kumbárová Eva Hohausová Jana Novotná         | 4:11:51 h |
| 7     | GDR  |                                                      | 4:12:02 h |
| 8     | HUN  |                                                      | 4:27:20 h |

Staffel:

## Medaillenspiegel
| Platz | Land     | Gold | Silber | Bronze | Gesamt |
| ----- | -------- | ---- | ------ | ------ | ------ |
| 1     | Finnland | 2    | -      | 1      | 3      |
| 2     | Schweiz  | 1    | 2      | -      | 3      |
| 3     | Schweden | 1    | 1      | 2      | 4      |
| 4     | Norwegen | -    | 1      | -      | 1      |
| 5     | Dänemark | -    | -      | 1      | 1      |